# Abele (nome)
Abele  è un nome proprio di persona italiano maschile.

## Varianti
- Maschili
  - Alterati: Abelino[1][5]
- Femminili: Abela[1][5]
  - Alterati: Abelina[1][5]

### Varianti in altre lingue
- Basco: Abel[6]
- Catalano: Abel[6]
- Ebraico: הֶבֶל (Hevel, Hebel, Hebhel)[1][2][4][7], הָבֶל (Havel, Habel, Habhel)[1][2][4]
- Finlandese: Aapeli[2]
- Francese: Abel[2]
- Georgiano: აბელ (Abel)[2]
- Greco biblico: Ἅβελ (Ábel)[2][3][4][5]
- Inglese: Abel[2]
- Latino ecclesiastico: Abel[2][3][4][5]
- Polacco: Abel
- Portoghese: Abel[2]
- Spagnolo: Abel[2][6]
- Tedesco: Abel
- Ungherese: Ábel[2]

## Origine e diffusione

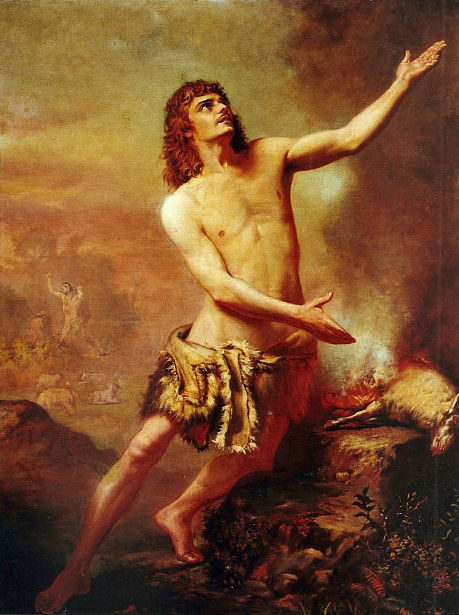
L'offerta di Abele, di Rodolfo Amoedo

È il nome di Abele, il personaggio biblico figlio di Adamo ed Eva e fratello di Caino, ucciso da quest'ultimo per invidia.
L'etimologia è incerta. Anticamente, come anche da alcuni esegeti moderni, viene fatto derivare dall'ebraico הֶבֶל (Hevel) o הָבֶל (Havel), che significa "respiro", "soffio vitale", "vapore", "nebbia" (ma anche "vanità"); tale etimo, interpretabile in senso lato come "effimero", voleva forse significare la brevità della vita. Tuttavia è più probabile che sia da ricollegare all'accadico ablu o aplu ("figlio", "generato").
Diffuso principalmente in ambienti ebraici, è usato però anche da cristiani protestanti e cattolici; in Inghilterra, ad esempio, dove cominciò ad essere usato nel Medioevo, fu comune fra i Puritani. In Italia è poco diffuso, limitato al Nord e qui concentrato, per metà dei casi, in Lombardia.

## Onomastico
L'onomastico si può festeggiare il 5 agosto in ricordo di sant'Abele, vescovo di Reims e abate di Lobbes; viene talvolta festeggiato come santo e martire (sebbene non sia incluso nei martirologi) anche l'Abele biblico, con memoria il 9 o il 28 dicembre.

## Persone
- Abele Ajello, medico italiano
- Abele Blanc, alpinista italiano

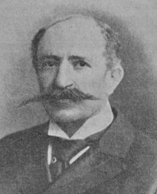
Abele Damiani

- Abele Conigli, vescovo cattolico italiano
- Abele Damiani, politico italiano
- Abele De Blasio, antropologo italiano
- Abele di Danimarca, duca di Schleswig e re di Danimarca
- Abele Mancini, storico e poeta italiano
- Abele Parente, ginecologo italiano

### Variante Abel

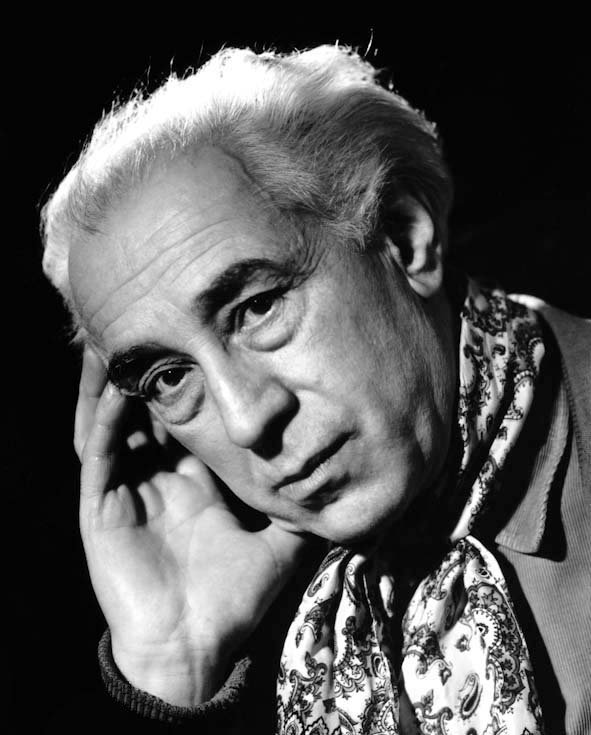
Abel Gance

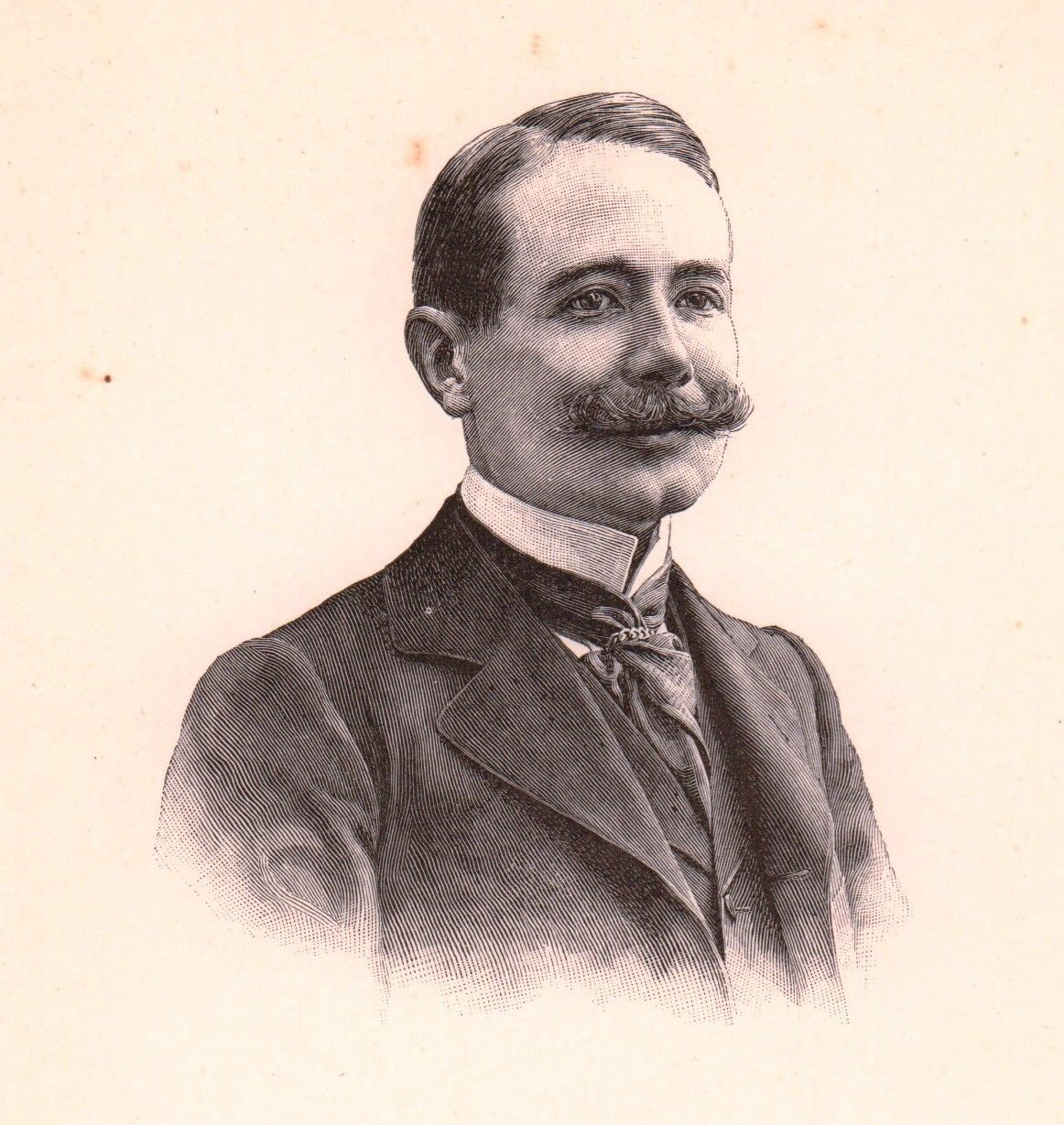
Abel Hermant

- Abel Balbo, calciatore, allenatore di calcio e procuratore sportivo argentino
- Abel Bonnard, poeta, romanziere, saggista e politico francese
- Abel Braga, calciatore e allenatore di calcio brasiliano
- Abel Decaux, compositore, organista e insegnante francese
- Abel Ferrara, regista, attore, sceneggiatore e musicista statunitense
- Abel Gance, regista, sceneggiatore, attore, montatore e produttore cinematografico francese
- Abel Hermant, scrittore francese
- Abel Hernández, calciatore uruguaiano
- Abel Hugo, scrittore e critico letterario francese
- Abel Korzeniowski, compositore polacco
- Abel Montagut, scrittore e traduttore andorrano
- Abel Pacheco de la Espriella, politico, medico, psichiatra, personaggio televisivo e scrittore costaricano
- Abel Paz, anarchico, militare e storico spagnolo
- Abel Posse, scrittore e diplomatico argentino
- Abel Tasman, navigatore, esploratore e cartografo olandese